# Aéroport international de Buyant-Ukhaa
Ne doit pas être confondu avec Aéroport international d'Oulan-Bator.
L’aéroport international de Buyant Ukhaa (mongol : Чингис хаан олон улсын нисэх онгоцны буудал) (code IATA : ULN • code OACI : ZMUB), est un aéroport qui dessert la ville d'Oulan-Bator, capitale de la Mongolie.
Il s'appelait « aéroport Gengis-Khan ». En 2020, il retrouve son ancien nom de Buyant Ukhaa.
Bien que toujours fonctionnel, il est aujourd'hui en pratique remplacé par le nouvel aéroport de Oulan-Bator en 2021.

## Galerie

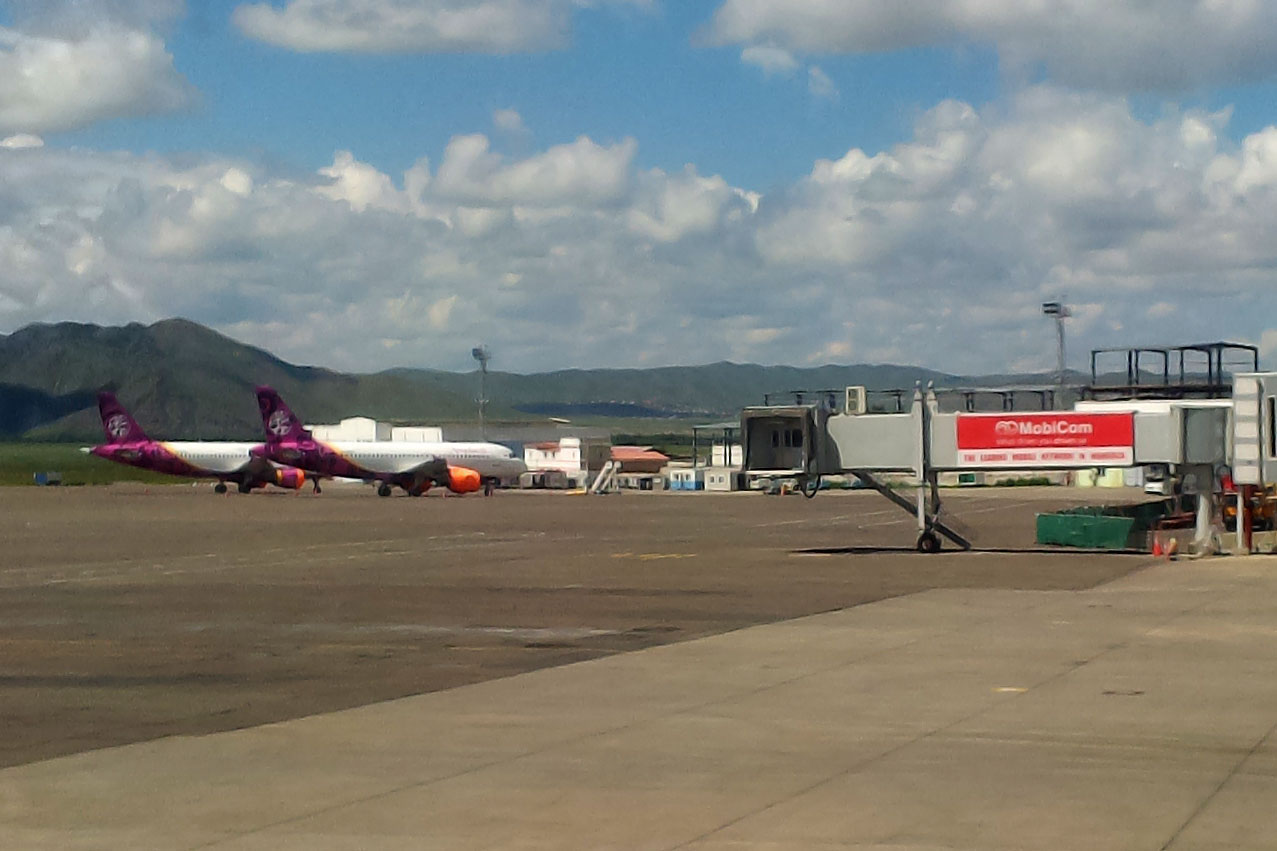
Un Airbus A319 d'Hunnu Air en stationnement

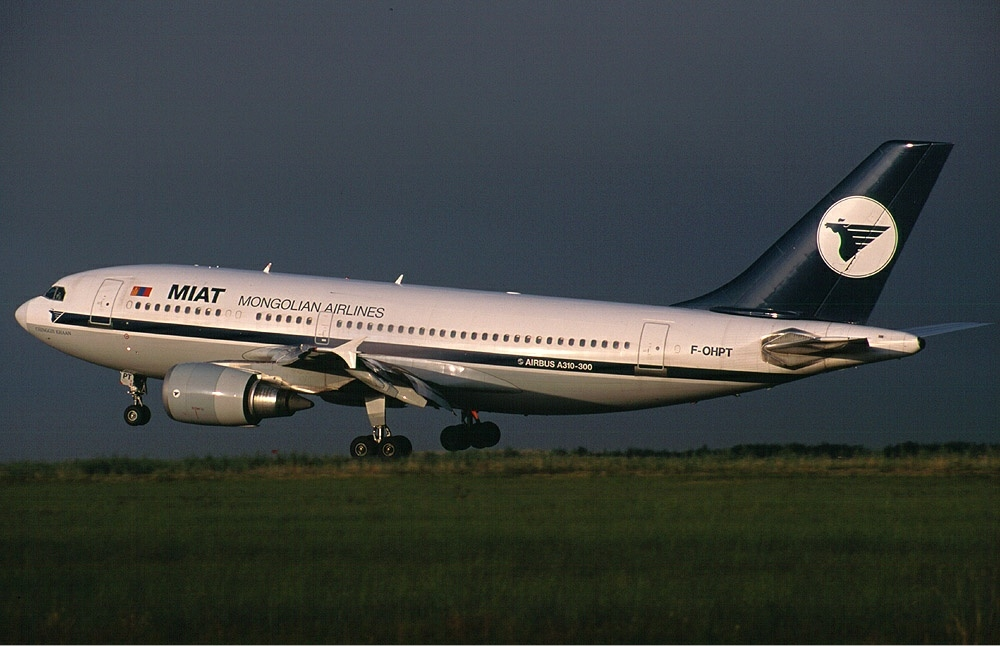
Airbus A310 de MIAT Mongolian Airlines à l'atterrissage

## Situation
| Altai Arvaikheer Bayankhongor Bulgan Oulan-Bator · -Gengis Khan Choibalsan Dalanzadgad Donoi Khanbumbat Khovd Mandalgovi Mörön Oulan-Bator Ovoot Tavan Tolgoi Ulaangom Ölgii |

## Chiffres et statistiques

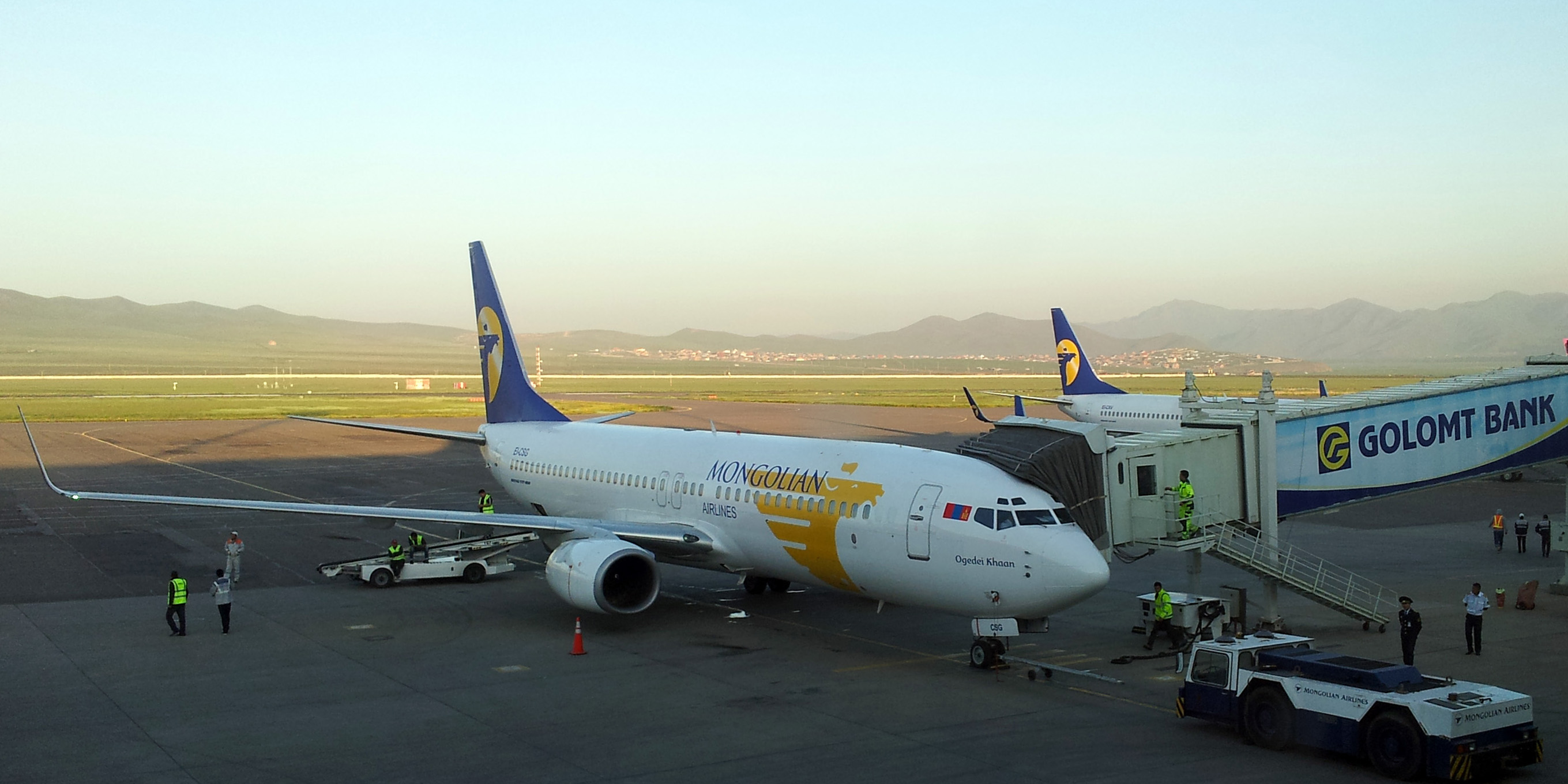
Deux Boeing 737-800 de MIAT Mongolian Airlines sur l'aéroport international

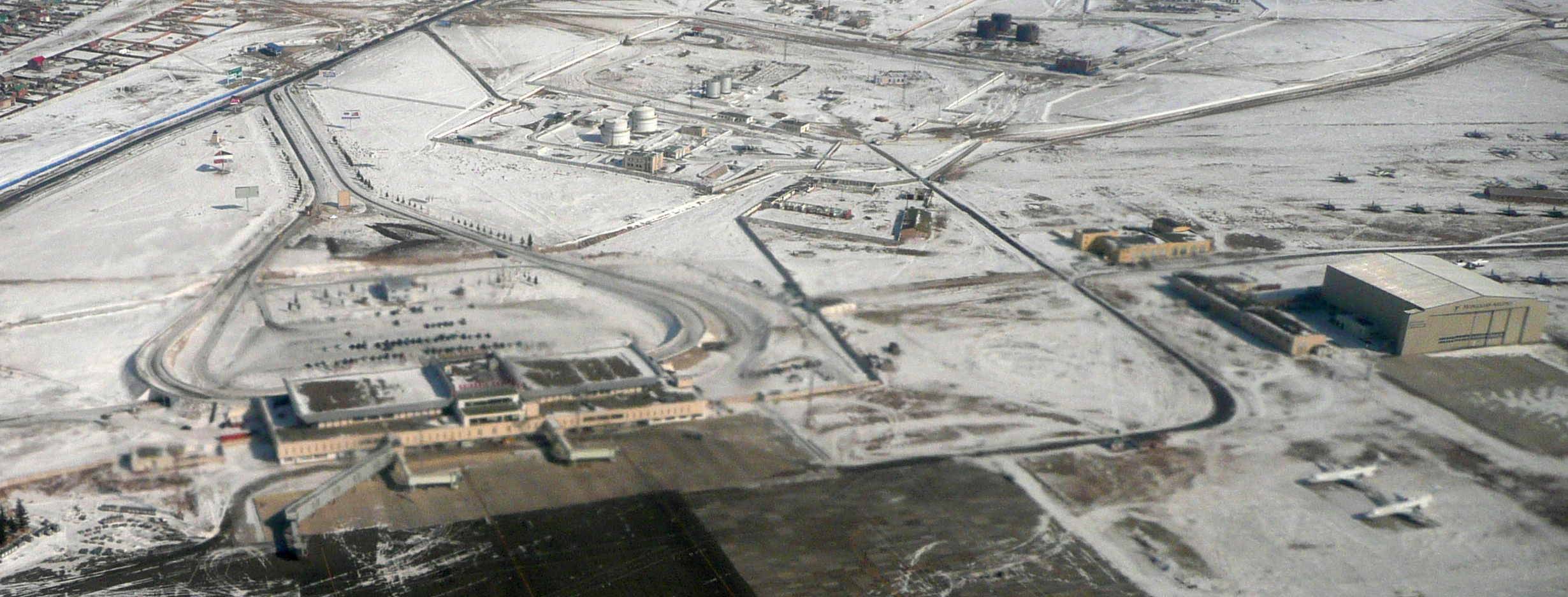
Vue aérienne de l'aéroport international Gengis Khan

Pour des raisons techniques, il est temporairement impossible d'afficher le graphique qui aurait dû être présenté ici.

Voir la requête brute et les sources sur Wikidata.
|                                                    | Passagers | Évolution | Mouvements | Cargo (tonnes) | Évolution |
| -------------------------------------------------- | --------- | --------- | ---------- | -------------- | --------- |
| 2007                                               | 599,555   | 0+9,6 %   | 9,297      | 3,299          | 0+11,2 %  |
| 2008                                               | 596,765   | 0-0,5 %   | 9,552      | 3,500          | 0+2,7 %   |
| 2009                                               | 532,861   | 0-10.7%   | 8,330      | 2,970          | 0-12,8 %  |
| 2010                                               | 665,055   | 0+24,8 %  | 11,678     | 3,922          | 0+40,2 %  |
| 2011                                               | 885,885   | 0+33,2 %  | 14,940     | 5,452          | 0+27,9 %  |
| 2012                                               | 1,098,865 | 0+24,0 %  | 17,465     | 5,709          | 0+16,9 %  |
| 2013                                               | 1,106,704 | 0+0,7 %   | 16,468     | 5,825          | 0-5,7 %   |
| 2014                                               | 1,019,102 | 0-7,9 %   | 13,178     | 4,955          | 0-20,0 %  |
| Sources: Civil Aviation Administration of Mongolia |           |           |            |                |           |